# Ulice (1. řada)
První řada televizního seriálu Ulice byla vysílána na TV Nova premiérově od 5. září 2005 do 29. června 2006. Každý pracovní den v týdnu byl odvysílán jeden díl, celkem tedy vzniklo 214 dílů.

## Seznam dílů
| Č. v seriálu | Č. v řadě | Název                                 | Režie           | Datum premiéry     | Vysílací den |
| ------------ | --------- | ------------------------------------- | --------------- | ------------------ | ------------ |
| 0            | 0         | Nová sousedka aneb Jak to celé začalo | Dušan Klein     | 4. září 2005       | neděle       |
| 1            | 1         | Oldovo nepovedené alibi               | Dušan Klein     | 5. září 2005       | pondělí      |
| 2            | 2         | Danajský dar                          | Dušan Klein     | 6. září 2005       | úterý        |
| 3            | 3         | Kruté pravdy                          | Dušan Klein     | 7. září 2005       | středa       |
| 4            | 4         | Přijetí Bedřicha Lišky                | Dušan Klein     | 8. září 2005       | čtvrtek      |
| 5            | 5         | Terezčin smolný den                   | Dušan Klein     | 9. září 2005       | pátek        |
| 6            | 6         | Bára ředitelkou                       | Dušan Klein     | 12. září 2005      | pondělí      |
| 7            | 7         | Zakázka pro Švýcarsko                 | Dušan Klein     | 13. září 2005      | úterý        |
| 8            | 8         | Rozzuřený Pešek                       | Dušan Klein     | 14. září 2005      | středa       |
| 9            | 9         | Noční brigáda                         | Dušan Klein     | 15. září 2005      | čtvrtek      |
| 10           | 10        | Poprask u Farských                    | Dušan Klein     | 16. září 2005      | pátek        |
| 11           | 11        | Lenčin vedlejšák                      | Otakar Kosek    | 19. září 2005      | pondělí      |
| 12           | 12        | Moničin Hon na Savku                  | Otakar Kosek    | 20. září 2005      | úterý        |
| 13           | 13        | Trampoty s bydlením                   | Otakar Kosek    | 21. září 2005      | středa       |
| 14           | 14        | Co se děje s Terezou?                 | Otakar Kosek    | 22. září 2005      | čtvrtek      |
| 15           | 15        | Černý pátek u Králů                   | Otakar Kosek    | 23. září 2005      | pátek        |
| 16           | 16        | Ztráta peněženky                      | Otakar Kosek    | 26. září 2005      | pondělí      |
| 17           | 17        | Peškův deník                          | Otakar Kosek    | 27. září 2005      | úterý        |
| 18           | 18        | Lída paparazzim                       | Otakar Kosek    | 28. září 2005      | středa       |
| 19           | 19        | Akce Bety                             | Otakar Kosek    | 29. září 2005      | čtvrtek      |
| 20           | 20        | Popelková útočí                       | Otakar Kosek    | 30. září 2005      | pátek        |
| 21           | 21        | Nepovedený mejdan                     | Milan Růžička   | 3. října 2005      | pondělí      |
| 22           | 22        | Časovaná bomba: koktejly na hubnutí   | Milan Růžička   | 4. října 2005      | úterý        |
| 23           | 23        | Jedna, nebo druhá?                    | Milan Růžička   | 5. října 2005      | středa       |
| 24           | 24        | Další kolaps Marie Králové            | Milan Růžička   | 6. října 2005      | čtvrtek      |
| 25           | 25        | Nečekaná rozhodnutí                   | Milan Růžička   | 7. října 2005      | pátek        |
| 26           | 26        | Stará láska nerezaví                  | Milan Růžička   | 10. října 2005     | pondělí      |
| 27           | 27        | Lenčina návštěva Vyškova              | Milan Růžička   | 11. října 2005     | úterý        |
| 28           | 28        | Záměna šperků                         | Milan Růžička   | 12. října 2005     | středa       |
| 29           | 29        | Matějovy přípravy                     | Milan Růžička   | 13. října 2005     | čtvrtek      |
| 30           | 30        | První milování s Adrianou             | Milan Růžička   | 14. října 2005     | pátek        |
| 31           | 31        | Digi vs. Bety                         | Juraj Deák      | 17. října 2005     | pondělí      |
| 32           | 32        | Ingrid zkoumá terén                   | Juraj Deák      | 18. října 2005     | úterý        |
| 33           | 33        | Špionka                               | Juraj Deák      | 19. října 2005     | středa       |
| 34           | 34        | Lumírovo pátrání                      | Juraj Deák      | 20. října 2005     | čtvrtek      |
| 35           | 35        | Zamilovaná Lída                       | Juraj Deák      | 21. října 2005     | pátek        |
| 36           | 36        | Trio Hrihorio                         | Juraj Deák      | 24. října 2005     | pondělí      |
| 37           | 37        | Stěhovavý Honza                       | Juraj Deák      | 25. října 2005     | úterý        |
| 38           | 38        | Potvrzení                             | Juraj Deák      | 26. října 2005     | středa       |
| 39           | 39        | Adrianin útěk z domova                | Juraj Deák      | 27. října 2005     | čtvrtek      |
| 40           | 40        | Hledači pokladu                       | Juraj Deák      | 28. října 2005     | pátek        |
| 41           | 41        | Halloweenský večírek                  | Miroslav Sobota | 31. října 2005     | pondělí      |
| 42           | 42        | Královo odhalení                      | Miroslav Sobota | 1. listopadu 2005  | úterý        |
| 43           | 43        | Pátrání                               | Miroslav Sobota | 2. listopadu 2005  | středa       |
| 44           | 44        | Lumírova nabídka                      | Miroslav Sobota | 3. listopadu 2005  | čtvrtek      |
| 45           | 45        | Adriana na útěku                      | Miroslav Sobota | 4. listopadu 2005  | pátek        |
| 46           | 46        | Honzův rozchod s Bety                 | Miroslav Sobota | 7. listopadu 2005  | pondělí      |
| 47           | 47        | Adrianin azyl                         | Miroslav Sobota | 8. listopadu 2005  | úterý        |
| 48           | 48        | Pokus o Adrianinu záchranu            | Miroslav Sobota | 9. listopadu 2005  | středa       |
| 49           | 49        | Ančino zklamání                       | Miroslav Sobota | 10. listopadu 2005 | čtvrtek      |
| 50           | 50        | Vyděračka Ingrid                      | Miroslav Sobota | 11. listopadu 2005 | pátek        |
| 51           | 51        | Raněná Bety                           | Boro Radojčič   | 14. listopadu 2005 | pondělí      |
| 52           | 52        | Peškova kapitulace                    | Boro Radojčič   | 15. listopadu 2005 | úterý        |
| 53           | 53        | Kreativní Digi                        | Boro Radojčič   | 16. listopadu 2005 | středa       |
| 54           | 54        | Překvapení milenci                    | Boro Radojčič   | 17. listopadu 2005 | čtvrtek      |
| 55           | 55        | Bety trucuje                          | Boro Radojčič   | 18. listopadu 2005 | pátek        |
| 56           | 56        | Sylva v kleštích                      | Boro Radojčič   | 21. listopadu 2005 | pondělí      |
| 57           | 57        | Michalovo přiznání                    | Boro Radojčič   | 22. listopadu 2005 | úterý        |
| 58           | 58        | Obvinění ze znásilnění                | Boro Radojčič   | 23. listopadu 2005 | středa       |
| 59           | 59        | Hrihorij shání pomoc                  | Boro Radojčič   | 24. listopadu 2005 | čtvrtek      |
| 60           | 60        | Příjezd Světlany                      | Boro Radojčič   | 25. listopadu 2005 | pátek        |
| 61           | 61        | Usmíření Digi a Bety                  | Marian Kleis    | 28. listopadu 2005 | pondělí      |
| 62           | 62        | Kritický stav Marie Králové           | Marian Kleis    | 29. listopadu 2005 | úterý        |
| 63           | 63        | Králova nabídka(1)                    | Marian Kleis    | 30. listopadu 2005 | středa       |
| 64           | 64        | Oldovy obavy                          | Marian Kleis    | 1. prosince 2005   | čtvrtek      |
| 65           | 65        | Odběry krve                           | Marian Kleis    | 2. prosince 2005   | pátek        |
| 66           | 66        | Mikuláš                               | Marian Kleis    | 5. prosince 2005   | pondělí      |
| 67           | 67        | Eva tlačí na Boháče                   | Marian Kleis    | 6. prosince 2005   | úterý        |
| 68           | 68        | Ztráta paměti Marie Králové           | Marian Kleis    | 7. prosince 2005   | středa       |
| 69           | 69        | Nedorozuměn                           | Marian Kleis    | 8. prosince 2005   | čtvrtek      |
| 70           | 70        | Adrianina neohlášená návštěva         | Marian Kleis    | 9. prosince 2005   | pátek        |
| 71           | 71        | Objednávka pro Steinovou              | Ondřej Kepka    | 12. prosince 2005  | pondělí      |
| 72           | 72        | Vyšetřování ve firmě                  | Ondřej Kepka    | 13. prosince 2005  | úterý        |
| 73           | 73        | Betyin rozbitý robot                  | Ondřej Kepka    | 14. prosince 2005  | středa       |
| 74           | 74        | Vánoční pečení                        | Ondřej Kepka    | 15. prosince 2005  | čtvrtek      |
| 75           | 75        | Rekonstrukce                          | Ondřej Kepka    | 16. prosince 2005  | pátek        |
| 76           | 76        | Adriana ruší Vánoce                   | Ondřej Kepka    | 19. prosince 2005  | pondělí      |
| 77           | 77        | Oběšení Santy Klause                  | Ondřej Kepka    | 20. prosince 2005  | úterý        |
| 78           | 78        | Rebelka Tereza                        | Ondřej Kepka    | 21. prosince 2005  | středa       |
| 79           | 79        | Vánoční večírek                       | Ondřej Kepka    | 22. prosince 2005  | čtvrtek      |
| 80           | 80        | Překvapení v dětském domově           | Ondřej Kepka    | 23. prosince 2005  | pátek        |
| 81           | 81        | Odpouštění                            | Milan Růžička   | 26. prosince 2005  | pondělí      |
| 82           | 82        | Rozčarování Čisté                     | Milan Růžička   | 27. prosince 2005  | úterý        |
| 83           | 83        | Jak upéci krocana?                    | Milan Růžička   | 28. prosince 2005  | středa       |
| 84           | 84        | Nový Peškův nájemník                  | Milan Růžička   | 29. prosince 2005  | čtvrtek      |
| 85           | 85        | Předsilvestrovský ohňostroj           | Milan Růžička   | 30. prosince 2005  | pátek        |
| 86           | 86        | Ančino přiznání                       | Milan Růžička   | 2. ledna 2006      | pondělí      |
| 87           | 87        | Nezvaný návštěvník                    | Milan Růžička   | 3. ledna 2006      | úterý        |
| 88           | 88        | Dělení firmy                          | Milan Růžička   | 4. ledna 2006      | středa       |
| 89           | 89        | Jak se zbavit Ingrid                  | Milan Růžička   | 5. ledna 2006      | čtvrtek      |
| 90           | 90        | Únos Anežky                           | Milan Růžička   | 6. ledna 2006      | pátek        |
| 91           | 91        | Bářina výpověď                        | Boro Radojčič   | 9. ledna 2006      | pondělí      |
| 92           | 92        | Lenka a Boháč: rozchod                | Boro Radojčič   | 10. ledna 2006     | úterý        |
| 93           | 93        | Jitka je těhotná                      | Boro Radojčič   | 11. ledna 2006     | středa       |
| 94           | 94        | Druhá šance pro Ingrid                | Boro Radojčič   | 12. ledna 2006     | čtvrtek      |
| 95           | 95        | Opuštěný Boháč                        | Boro Radojčič   | 13. ledna 2006     | pátek        |
| 96           | 96        | Posudek pro Lumíra                    | Boro Radojčič   | 16. ledna 2006     | pondělí      |
| 97           | 97        | Ingridino vydírání                    | Boro Radojčič   | 17. ledna 2006     | úterý        |
| 98           | 98        | Boháč v krizi                         | Boro Radojčič   | 18. ledna 2006     | středa       |
| 99           | 99        | Přepadení Liškových                   | Boro Radojčič   | 19. ledna 2006     | čtvrtek      |
| 100          | 100       | Tomáš chovatelem                      | Boro Radojčič   | 20. ledna 2006     | pátek        |
| 101          | 101       | Útěk štírů                            | Miroslav Sobota | 23. ledna 2006     | pondělí      |
| 102          | 102       | Sylvino přiznání                      | Miroslav Sobota | 24. ledna 2006     | úterý        |
| 103          | 103       | Karel Stránský srovnává účty          | Miroslav Sobota | 25. ledna 2006     | středa       |
| 104          | 104       | Nový tělocvikář Viktor Verner         | Miroslav Sobota | 26. ledna 2006     | čtvrtek      |
| 105          | 105       | Sylva se mstí                         | Miroslav Sobota | 27. ledna 2006     | pátek        |
| 106          | 106       | Nykl studentem                        | Miroslav Sobota | 30. ledna 2006     | pondělí      |
| 107          | 107       | Boháčův bolavý zub                    | Miroslav Sobota | 31. ledna 2006     | úterý        |
| 108          | 108       | Liškova zpověď                        | Miroslav Sobota | 1. února 2006      | středa       |
| 109          | 109       | Královo ultimátum                     | Miroslav Sobota | 2. února 2006      | čtvrtek      |
| 110          | 110       | Hledá se Zuzana                       | Miroslav Sobota | 3. února 2006      | pátek        |
| 111          | 111       | Nový Lenčin spolubydlící              | Juraj Deák      | 6. února 2006      | pondělí      |
| 112          | 112       | Monika vs. Viktor                     | Juraj Deák      | 7. února 2006      | úterý        |
| 113          | 113       | Světlanino vystoupení                 | Juraj Deák      | 8. února 2006      | středa       |
| 114          | 114       | Byznys plán                           | Juraj Deák      | 9. února 2006      | čtvrtek      |
| 115          | 115       | Lídin odjezd                          | Juraj Deák      | 10. února 2006     | pátek        |
| 116          | 116       | Ingrid balí Oldu                      | Juraj Deák      | 13. února 2006     | pondělí      |
| 117          | 117       | Neoblomná Jitka                       | Juraj Deák      | 14. února 2006     | úterý        |
| 118          | 118       | Martin Rossberg                       | Juraj Deák      | 15. února 2006     | středa       |
| 119          | 119       | Zakázka pro kadeřnictví               | Juraj Deák      | 16. února 2006     | čtvrtek      |
| 120          | 120       | Boháč v zajetí alkoholu               | Juraj Deák      | 17. února 2006     | pátek        |
| 121          | 121       | Nález pokladu                         | Otakar Kosek    | 20. února 2006     | pondělí      |
| 122          | 122       | Našla se Zuzana!                      | Otakar Kosek    | 21. února 2006     | úterý        |
| 123          | 123       | Olda a Jitka: usmíření                | Otakar Kosek    | 22. února 2006     | středa       |
| 124          | 124       | Nyklova smrt                          | Otakar Kosek    | 23. února 2006     | čtvrtek      |
| 125          | 125       | Lenčino vzplanutí                     | Otakar Kosek    | 24. února 2006     | pátek        |
| 126          | 126       | Lumír chce sex                        | Otakar Kosek    | 27. února 2006     | pondělí      |
| 127          | 127       | Seznámení s Františkem                | Otakar Kosek    | 28. února 2006     | úterý        |
| 128          | 128       | Nyklův pohřeb                         | Otakar Kosek    | 1. března 2006     | středa       |
| 129          | 129       | Nová Bářina firma                     | Otakar Kosek    | 2. března 2006     | čtvrtek      |
| 130          | 130       | Bety: noc s Rossbergem                | Otakar Kosek    | 3. března 2006     | pátek        |
| 131          | 131       | Betyina proměna                       | Dušan Klein     | 6. března 2006     | pondělí      |
| 132          | 132       | Modrá pilulka                         | Dušan Klein     | 7. března 2006     | úterý        |
| 133          | 133       | Boháčova prohra                       | Dušan Klein     | 8. března 2006     | středa       |
| 134          | 134       | Deník Čisté                           | Dušan Klein     | 9. března 2006     | čtvrtek      |
| 135          | 135       | Lízátka pro Jitku                     | Dušan Klein     | 10. března 2006    | pátek        |
| 136          | 136       | Omámená Lenka                         | Dušan Klein     | 13. března 2006    | pondělí      |
| 137          | 137       | Moničina omluva                       | Dušan Klein     | 14. března 2006    | úterý        |
| 138          | 138       | Zuzanina závislost                    | Dušan Klein     | 15. března 2006    | středa       |
| 139          | 139       | Reportáž                              | Dušan Klein     | 16. března 2006    | čtvrtek      |
| 140          | 140       | Mejdan o Jordánových                  | Dušan Klein     | 17. března 2006    | pátek        |
| 141          | 141       | Tanečnice nebo striptérka?            | Marian Kleis    | 20. března 2006    | pondělí      |
| 142          | 142       | Boháčova výpověď                      | Marian Kleis    | 21. března 2006    | úterý        |
| 143          | 143       | Nález marihuany                       | Marian Kleis    | 22. března 2006    | středa       |
| 144          | 144       | Pomsta Rossbergovi                    | Marian Kleis    | 23. března 2006    | čtvrtek      |
| 145          | 145       | Králova nabídka(2)                    | Marian Kleis    | 24. března 2006    | pátek        |
| 146          | 146       | Chůva Bedřich                         | Marian Kleis    | 27. března 2006    | pondělí      |
| 147          | 147       | Zuzaniny lži                          | Marian Kleis    | 28. března 2006    | úterý        |
| 148          | 148       | Tomášova fanynka                      | Marian Kleis    | 29. března 2006    | středa       |
| 149          | 149       | Jitka v nemocnici                     | Marian Kleis    | 30. března 2006    | čtvrtek      |
| 150          | 150       | Sázka o Štěpána                       | Marian Kleis    | 31. března 2006    | pátek        |
| 151          | 151       | Lumírovo vyznání                      | Milan Růžička   | 3. dubna 2006      | pondělí      |
| 152          | 152       | Proměněná Lída                        | Milan Růžička   | 4. dubna 2006      | úterý        |
| 153          | 153       | V zajetí sekty                        | Milan Růžička   | 5. dubna 2006      | středa       |
| 154          | 154       | Král prodává firmu                    | Milan Růžička   | 6. dubna 2006      | čtvrtek      |
| 155          | 155       | Kdo přijde na večeři?                 | Milan Růžička   | 7. dubna 2006      | pátek        |
| 156          | 156       | Intrikánka Nyklová                    | Milan Růžička   | 10. dubna 2006     | pondělí      |
| 157          | 157       | Lídino zmizení                        | Milan Růžička   | 11. dubna 2006     | úterý        |
| 158          | 158       | Vyhazov Ingrid                        | Milan Růžička   | 12. dubna 2006     | středa       |
| 159          | 159       | Zuzanino stěhování                    | Milan Růžička   | 13. dubna 2006     | čtvrtek      |
| 160          | 160       | Tereza a Štěpán demonstrují           | Milan Růžička   | 14. dubna 2006     | pátek        |
| 161          | 161       | Lenčiny hororové Velikonoce           | Boro Radojčič   | 17. dubna 2006     | pondělí      |
| 162          | 162       | Adriana trucuje                       | Boro Radojčič   | 18. dubna 2006     | úterý        |
| 163          | 163       | Klářino vyznání                       | Boro Radojčič   | 19. dubna 2006     | středa       |
| 164          | 164       | Lenčin tajný ctitel                   | Boro Radojčič   | 20. dubna 2006     | čtvrtek      |
| 165          | 165       | Růža knižní mecenáškou                | Boro Radojčič   | 21. dubna 2006     | pátek        |
| 166          | 166       | Tereza s Matěje slaví 16              | Boro Radojčič   | 24. dubna 2006     | pondělí      |
| 167          | 167       | Monika na Nově                        | Boro Radojčič   | 25. dubna 2006     | úterý        |
| 168          | 168       | Prošvihnutá písemka                   | Boro Radojčič   | 26. dubna 2006     | středa       |
| 169          | 169       | Evina nemoc                           | Boro Radojčič   | 27. dubna 2006     | čtvrtek      |
| 170          | 170       | Nepovedená Lumírova svatba            | Boro Radojčič   | 28. dubna 2006     | pátek        |
| 171          | 171       | První máj ve třech                    | Dušan Klein     | 1. května 2006     | pondělí      |
| 172          | 172       | Adrianino taneční vystoupení          | Dušan Klein     | 2. května 2006     | úterý        |
| 173          | 173       | Boháč Hlídá Anežku                    | Dušan Klein     | 3. května 2006     | středa       |
| 174          | 174       | Hejlová dohazovačkou                  | Dušan Klein     | 4. května 2006     | čtvrtek      |
| 175          | 175       | Jardovo rande                         | Dušan Klein     | 5. května 2006     | pátek        |
| 176          | 176       | Štěpán hledá zastání                  | Dušan Klein     | 8. května 2006     | pondělí      |
| 177          | 177       | Trest pro Moniku                      | Dušan Klein     | 9. května 2006     | úterý        |
| 178          | 178       | Karel Stránský zasahuje               | Dušan Klein     | 10. května 2006    | středa       |
| 179          | 179       | Nová posila Žensenu                   | Dušan Klein     | 11. května 2006    | čtvrtek      |
| 180          | 180       | Zuzanina lež                          | Dušan Klein     | 12. května 2006    | pátek        |
| 181          | 181       | Večeře u Hejlových                    | Marian Kleis    | 15. května 2006    | pondělí      |
| 182          | 182       | Ingridin pád                          | Marian Kleis    | 16. května 2006    | úterý        |
| 183          | 183       | Opravná písemka                       | Marian Kleis    | 17. května 2006    | středa       |
| 184          | 184       | Tomáš hlasuje                         | Marian Kleis    | 18. května 2006    | čtvrtek      |
| 185          | 185       | Těhotná Bety                          | Marian Kleis    | 19. května 2006    | pátek        |
| 186          | 186       | Lenčina prohraná sázka                | Marian Kleis    | 22. května 2006    | pondělí      |
| 187          | 187       | Zuzanino zmizení                      | Marian Kleis    | 23. května 2006    | úterý        |
| 188          | 188       | O co jde Rossbergovi?                 | Marian Kleis    | 24. května 2006    | středa       |
| 189          | 189       | Nabídka Steinové                      | Marian Kleis    | 25. května 2006    | čtvrtek      |
| 190          | 190       | Ingridina sebevražda                  | Marian Kleis    | 26. května 2006    | pátek        |
| 191          | 191       | Zuzanina poslední šance               | Ondřej Kepka    | 29. května 2006    | pondělí      |
| 192          | 192       | Návrat Báry a Boháče                  | Ondřej Kepka    | 30. května 2006    | úterý        |
| 193          | 193       | Zuzana v nelibosti                    | Ondřej Kepka    | 31. května 2006    | středa       |
| 194          | 194       | Večeře na usmířenou                   | Ondřej Kepka    | 1. června 2006     | čtvrtek      |
| 195          | 195       | Výlet do Vídně                        | Ondřej Kepka    | 2. června 2006     | pátek        |
| 196          | 196       | Lumírova předmanželská smlouva        | Ondřej Kepka    | 5. června 2006     | pondělí      |
| 197          | 197       | Komplikace u Farských                 | Ondřej Kepka    | 6. června 2006     | úterý        |
| 198          | 198       | Podpis smlouvy se Steinovou           | Ondřej Kepka    | 7. června 2006     | středa       |
| 199          | 199       | Betyin ženatý snoubenec               | Ondřej Kepka    | 8. června 2006     | čtvrtek      |
| 200          | 200       | Drogy ve večerce                      | Ondřej Kepka    | 9. června 2006     | pátek        |
| 201          | 201       | Evina nabídka                         | Otakar Kosek    | 12. června 2006    | pondělí      |
| 202          | 202       | Lenčina žárlivost                     | Otakar Kosek    | 13. června 2006    | úterý        |
| 203          | 203       | Lídin přítel                          | Otakar Kosek    | 14. června 2006    | středa       |
| 204          | 204       | Rituál                                | Otakar Kosek    | 15. června 2006    | čtvrtek      |
| 205          | 205       | Kolo pro Františka                    | Otakar Kosek    | 16. června 2006    | pátek        |
| 206          | 206       | Prohra Steinové                       | Otakar Kosek    | 19. června 2006    | pondělí      |
| 207          | 207       | Kurz tance v Londýně                  | Otakar Kosek    | 20. června 2006    | úterý        |
| 208          | 208       | Rande na rybách                       | Otakar Kosek    | 21. června 2006    | středa       |
| 209          | 209       | Zuzanin útěk                          | Otakar Kosek    | 22. června 2006    | čtvrtek      |
| 210          | 210       | Odjezd Bety a Honzy                   | Otakar Kosek    | 23. června 2006    | pátek        |
| 211          | 211       | Marek Stránský                        | Boro Radojčič   | 26. června 2006    | pondělí      |
| 212          | 212       | Tomášova nevěra                       | Boro Radojčič   | 27. června 2006    | úterý        |
| 213          | 213       | Lumírova rozlučka se svobodou         | Boro Radojčič   | 28. června 2006    | středa       |
| 214          | 214       | Svatba Lumíra a Světlany              | Boro Radojčič   | 29. června 2006    | čtvrtek      |